# Fiat 147 Panorama
La Fiat 147 Panorama o 127 Panorama è un'automobile station wagon a tre porte prodotta da FIAT tra il 1980 e il 1987 per il mercato brasiliano.

## Il contesto
Nel 1980 la FIAT decide di pensionare la longeva Fiat 128 Panorama e di sostituirla con un'analoga versione della sua vettura più venduta sul mercato, la Fiat 127.

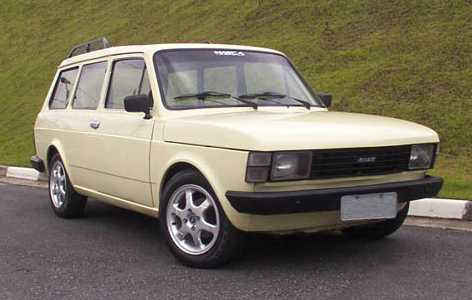
Una Fiat 147 Panorama

Nasce così la versione "Panorama" allungando e rafforzando la carrozzeria della Fiat 147 L, versione più robusta della 127 prodotta in Brasile.
La nuova piccola familiare adotta un frontale rinnovato con grossi fari quadrati e indicatori di direzione con fanalini di posizione ai lati, passo inalterato rispetto alla berlina e posteriore più lungo di 27 cm.
La parte posteriore del tetto (che risulta rialzato) è rinforzata con robuste centine per sostenere lo sbalzo posteriore mentre le fiancate sono caratterizzate da 3 finestrini laterali di cui quelli centrali apribili a compasso. La carrozzeria è prodotta in un solo allestimento a 3 porte.
Le automobili allora presenti sul mercato brasiliano erano la Volkswagen Brasilia e la Ford Belina e un modello della Chevrolet. Successivamente, si aggiunsero la Chevrolet Marajó (alla fine del 1980) e la Volkswagen Parati (1982). Punto di forza della vettura erano le dimensioni e i consumi ridotti. Per lunghezza era la più piccola di tutte le station wagon brasiliane (3924 mm) ma lo spazio interno era equivalente alle più grandi; la capacità di carico era enorme per la categoria, oltre 350 dm³ con schienale del divano posteriore alzato e oltre 1100 dm³ con schienale abbassato a fil di padiglione.
Gli interni erano uguali a quelli della versione berlina col solo quadro comandi e volante diverso.
Per conservare più spazio nell'abitacolo, le parti di ricambio come lo pneumatico di scorta erano all'interno del cofano, come nelle altre auto FIAT dell'epoca (127 - 128 e 147). Il peso contenuto (840 kg) permetteva consumi di combustibile ridotti, sia nella versione benzina che in quella ad alcool.
Meccanicamente la Panorama adottava il nuovo propulsore di 1050 cm³ da 50 CV (135 km/h di velocità massima) con asse a camme in testa azionato da cinghia dentata, prodotto a Belo Horizonte che già equipaggiavava le 127 1050 CL e le Ritmo L, progettato dall'ingegner Aurelio Lampredi per rimpiazzare e migliorare in prestazioni e consumi il vecchio 1116 cm³ della 128.
Il cambio rimase quello a 4 marce più robusto della 128, ammortizzatori anteriori e posteriori rinforzati con balestra posteriore a 4 foglie rispetto alle 2 della berlina, la capacità del serbatoio benzina e il radiatore erano aumentate sempre rispetto a quelle della 127 berlina.
Dopo qualche mese, alla versione a benzina si aggiunse anche quella a gasolio: infatti la Fiat progettò il più piccolo diesel del mondo derivandolo direttamente dal 1050 cm³ a benzina: cilindrata 1.300 cm³ con 45 CV di potenza capace di spingere la vettura a quasi 130 km/h dichiarando un consumo di quasi 20 km/l, di poco superiore alla Fiat 127 D berlina. Dalla versione Panorama ne derivò il furgoncino “pick-up” con stessa meccanica, mentre il modello Fiorino era derivato dalla versione italiana della 127.

## Seconda serie

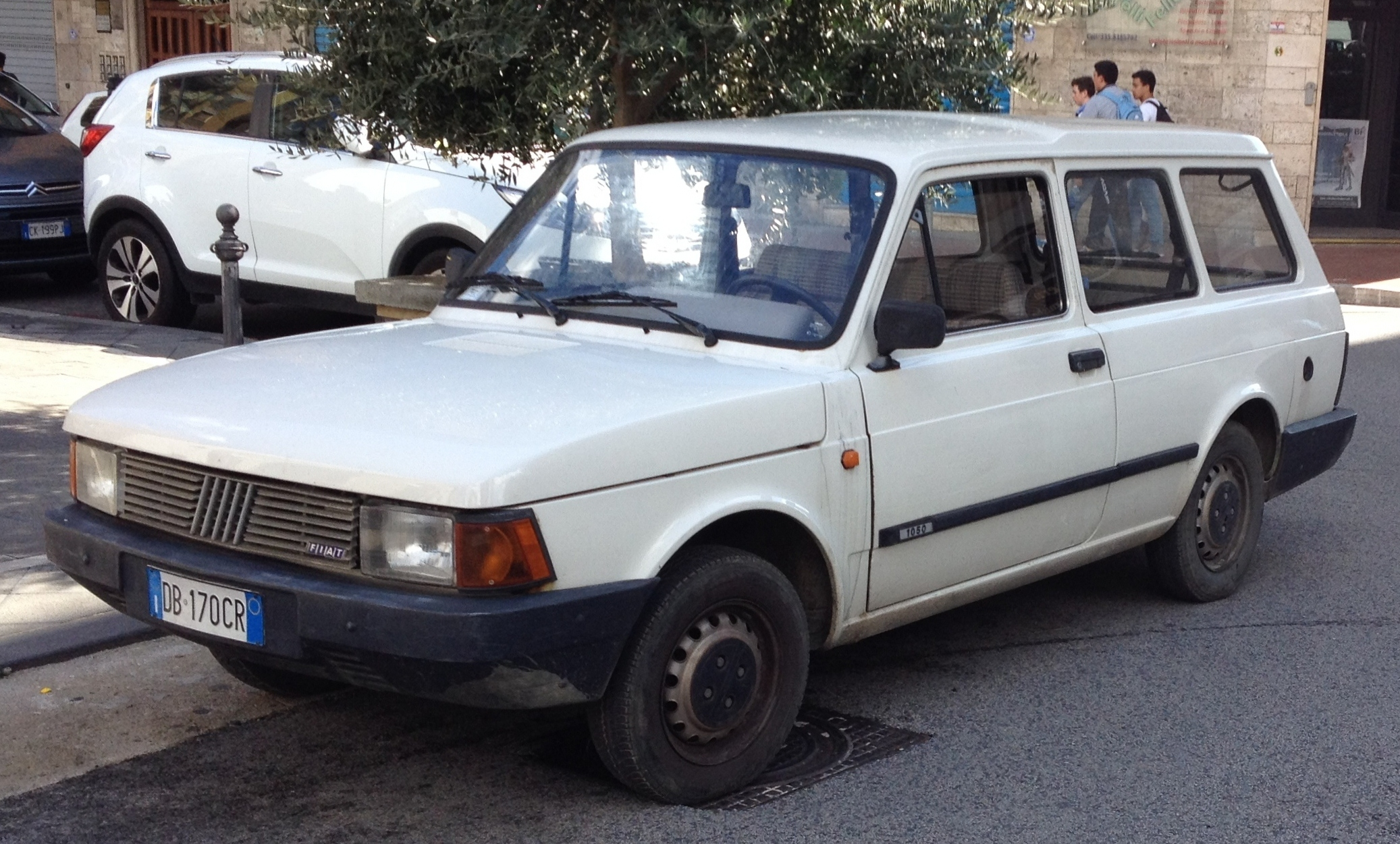
La versione più recente della 127 Panorama

Con l'introduzione sul mercato nel 1983 della Fiat Uno, la Fiat 127 III serie esce dai listini ma la popolare utilitaria non scompare dal mercato, neppure nella versione familiare: l'esterno viene sottoposto ad un importante restyling col frontale adottante il nuovo family feeling della Casa (le 5 barrette inclinate che riproducono il logo FIAT), rimangono i motori 1050 cm³ a benzina e il 1.300 cm³ diesel.
Gli interni sono quelli della precedente 127 III serie, un po' più poveri nelle finiture (molta lamiera scoperta, come sulle versioni anni 70) ma più robusti.
La vera novità però sulla Panorama è l'adozione della 5ª marcia e del servofreno (assente sulla berlina) e sterzo più leggero.
I prezzi di questa seconda serie sono concorrenziali, infatti la 127 Panorama D è venduta a poco più di 11 milioni di lire, contro i quasi 10 milioni della Uno ES, versione più economica in fatto di consumi della gamma Uno, invece la “Uno D” costava oltre i 13 milioni.
La Panorama (come la berlina) scompare dai listini verso la metà del 1987 sostituita dalla prima piccola familiare Fiat a 5 porte, la Duna Weekend.

## Motorizzazioni
| Modello | Disponibilità       | Motore  | Cilindrata (cm³) | Potenza       | Coppia max (Nm) | Emissioni CO2 (g/Km) | 0–100 km/h (secondi) | Velocità max (km/h) | Consumo medio (km/l) |
| 1050    | dal debutto al 1983 | Benzina | 1049             | 36 kW (50 Cv) | 77              | n.d                  | n.d                  | 135                 | 12,5                 |
| 1050    | dal 1983 al 1987    | Benzina | 1049             | 36 kW (50 Cv) | 77              | n.d                  | 18                   | 140                 | 12                   |
| 1.3 D   | dal debutto al 1983 | Diesel  | 1301             | 33 kW (45 Cv) | 74              | n.d                  | n.d                  | 130                 | 15                   |
| 1.3 D   | dal 1983 al 1987    | Diesel  | 1301             | 33 kW (45 Cv) | 74              | n.d                  | 23                   | 131                 | 15,8                 |